# Campeonato de España Universitario de Baloncesto Femenino
El Campeonato de España Universitario de Baloncesto Femenino es una competición de baloncesto femenino organizada por el Consejo Superior de Deportes (CSD) y el Comité Español de Deporte Universitario (CEDU). Es la máxima competición de baloncesto femenino universitario en España.
En la edición de 2012, cuya fase final organizó la Universidad de Almería, la Universidad del País Vasco venció por 67 a 52 a la Universidad de Valladolid en la final, y en 2013 repitió título al vencer esta vez en la final a la Universidad Católica San Antonio en Murcia.

## Formato
- Las cinco comunidades autónomas de España con mayor número de universidades clasifican directamente para la fase final a sus equipos campeones. Las universidades clasificadas en primer lugar de las doce comunidades autónomas restantes y los segundos clasificados de las cuatro comunidades autónomas con más participación en cada deporte de los Campeonatos de España Universitarios, disputarán una fase interzonal. A criterio de la Comisión Permanente del CEDU, se establecen dos grupos de ocho universidades cada uno de los que salen las dos plazas que junto con el organizador y las cinco clasificadas directamente disputan la fase final del Campeonato de España Universitario de Baloncesto Femenino.
- Si la Universidad organizadora forma parte de una comunidad autónoma que tiene más de una universidad, independientemente de su clasificación dentro de esa comunidad, no ocuparía lugar al pasar directamente a la fase final.

### Palmarés
Resultados de las últimas ediciones:
| Año  | Campeón                           | Marcador | Finalista                         | Sede fase final                  |
| ---- | --------------------------------- | -------- | --------------------------------- | -------------------------------- |
| 2013 | Universidad del País Vasco        | 68-45    | Universidad Católica San Antonio  | Universidad Católica San Antonio |
| 2012 | Universidad del País Vasco        | 67-52    | Universidad de Valladolid         | Universidad de Almería           |
| 2011 | Universidad de Oviedo             | 71-51    | Universidad Complutense de Madrid | Universidad de León              |
| 2010 | Universidad del País Vasco        | 74-43    | Universidad de Valladolid         | Universidad del País Vasco       |
| 2009 | Universidad del País Vasco        | 82-52    | Universidad de Valladolid         | Universidad de Zaragoza          |
| 2008 | Universidad Politécnica de Madrid | 83-48    | Universidad de Salamanca          | Universidad Jaime I              |
| 2007 | Universidad de Córdoba            | 54-52    | Universidad Politécnica de Madrid | Universidad de Córdoba           |